# Cherry Log
Cherry Log es un lugar designado por el censo ubicado en el condado de Gilmer en el estado estadounidense de Georgia. En el año 2010 tenía una población de 119 habitantes.

## Geografía
Cherry Log se encuentra ubicado en las coordenadas 34°46′46″N 84°23′26″O / 34.77944, -84.39056.